# Higgenses Versus Judsons
Higgenses Versus Judsons è un cortometraggio muto del 1911 diretto da Harry Solter.

## Trama
Una faida nel Kentucky si risolve quando i giovani delle famiglie contrapposte si innamorano e mettono fine alle beghe dei loro genitori.

## Produzione
Il film fu prodotto da Siegmund Lubin per la Lubin Manufacturing Company.

## Distribuzione
Distribuito dalla General Film Company, il film - un cortometraggio in una bobina - uscì nelle sale cinematografiche statunitensi il 22 giugno 1911.